# Біологічна мінливість
Мінли́вість — здатність організмів набувати нових ознак, відмінних від предків і їхніх станів у процесі індивідуального розвитку, різноманітність ознак серед представників даного виду. Розрізняють декілька типів мінливості:
- Спадкову і неспадкову (генетичну чи модифікаційну).
- Індивідуальну (відмінність між окремими особинами) і групову (між групами особин, наприклад, різними популяціями даного виду). Групова мінливість є похідною від індивідуальної.
- Якісну і кількісну
- Спрямовану і неспрямовану.

Мінливість забезпечує появу нових ознак та їхніх станів, завдяки чому утворюються нові види і відбувається історичний розвиток біосфери в цілому.

## Спадкова (генетична) мінливість
Спадкова мінливість — мінливість, яка характеризується зміною генотипу внаслідок мутацій або перекомбінації генів під час злиття гамет, при заплідненні тощо. Зміни, викликані спадковою мінливістю, успадковуються. Спадкова мінливість приймається синтетичною теорією еволюції як основа природного добору.
Спадкова мінливість буває комбінативною та мутаційною.

### Комбінативна мінливість
Комбінативна мінливість — поява нових поєднань ознак внаслідок рекомбінації генів. Причини комбінативної мінливості:
- Незалежне розходження хромосом під час мейозу;
- Випадкове сполучення хромосом під час запліднення;
- Кросинговер.

### Мутаційна мінливість
Мутаційна мінливість зумовлює зміну структури спадкових одиниць (генів, хромосом) та успадкування цих змін.
- Геномні (зміна кількості хромосом)
  - Поліплоїдія (3n, 4n тощо)
  - Гетероплоїдія (n+1, 2n+2 тощо)
- Хромосомні
  - делеція — випадання ділянки хромосоми (втрачання певних спадкових властивостей);
  - дуплікація — подвоєння ділянки хромосоми;
  - інверсія — поворот ділянки хромосоми на 180°;
  - транслокація — перенесення ділянки хромосоми на іншу хромосому;
- Генні (зачіпання структури гена — мутону — ділянки, що складається з двох нуклеотидів).

Прикладом мутації є деамінування цитозину в молекулах ДНК та утворення пари У-Г замість канонічної пари Ц-Г. Це зумовлюється деамінуванням цитозину внаслідок спонтанних хімічних реакцій.
Загалом, мутації виявляються у фенотипі, тільки якщо вони є домінантними. Домінантні мутації пригнічують рецесивні мутації того ж роду. Проте, при чинниках довкілля, які не відповідають домінантним мутаціям, відбувається вивільнення рецесивних мутацій та успадкування цих змін — такий загальний механізм стабілізувального природного добору.
Мутаційна мінливість приймається синтетичною теорією еволюції як субстрат природного добору. Згідно з цією теорією, етапи природного добору поділяються на такі стадії:
1) Спочатку з'являється особина з новими властивостями (мутаціями);

2) Потім вона виявляється здатною або нездатною залишити нащадків;

3) Якщо особина залишає нащадків, то зміни у її генотипі закріплюються.

## Неспадкова (модифікаційна) мінливість
Модифікаційна мінливість — мінливість, що характеризується зміною фенотипу під дією умов довкілля. Зміни у більшості випадків мають адаптивний характер. Модифікаційна мінливість зумовлена реакцією генотипу на довкілля — нормою реакції. Внаслідок цього відбувається зміна інтенсивності ферментативних реакцій (посилюється біосинтез певних білків), що зумовлює формування певних адаптацій до довкілля (приклад: засмага). Норма реакції генетично детермінована, а отже, якщо під дією довкілля вона розширюється, зміни у межах норми реакції успадковуються. Самі зміни у фенотипі не успадковуються. Норма реакції визначається неповним домінуванням алелів у онтогенезі та можливим спектром експресії цих алелів у залежності від умов довкілля. Кожен вид має межі норми реакції — наприклад, особину певного виду не можна вигодувати до маси, в багато разів перевершуючу середньостатичну масу для цього виду.
Модифікаційна мінливість приймається епігенетичною теорією еволюції як основа природного добору.
Існує епігенетична теорія еволюції, згідно з якою природний добір є наслідком морфозів, тобто, модифікаційна мінливість — субстрат до природного добору. При цьому, при порушенні цілісності онтогенезу внаслідок морфозу виникає його дестабілізація. Це обумовлює певну поведінкову або морфологічну адаптацію до морфозу. Формується креод (епігенетична система), пристосований до морфозу. Виникає найдоцільніший фенотип. Іноді внаслідок цього відбувається генокопіювання модифікацій — епігенетичне ремоделювання ділянок хроматину, що призводить до успадковування змін у фенотипі. Якщо утворена мутація є доцільною відносно умов довкілля, то особина залишає потомство, і таким чином всередині утворюються угруповання з певними адаптаціями.

### Закономірності неспадкової мінливості
Модифікаційною мінливістю зумовлені індивідуальні особливості особин виду, що виникають у процесі їх постембріонального розвитку. Особливістю модифікаційної мінливості є статистична закономірність варіаційних рядів — ранжированого відображення вияву неспадкової мінливості, яке складається з окремих значень видозмін, розміщених у порядку збільшення або зменшення кількісного вираження ознаки. Графічне відбиття вияву модифікаційної мінливості, варіаційна крива, відображає і кількісний показник, і частоту випадків з кількісним показником. Загалом з варіаційної кривої видно, що найчастіше трапляються особини з середньою нормою реакції.

### Класифікація модифікаційної мінливості
- за впливом на організм
  - морфологічні зміни;
  - викликані схожими на мутації явищами;
  - морфози (морфологічні зміни, зумовлені дією екстремальних умов довкілля)
- за часом
  - зберігаються лише в особини, яка зазнала змін внаслідок дії довкілля;
  - зберігаються протягом двох-трьох поколінь (лактозний оперон кишкової палички, регуляція активності бактеріофагів).
- За значенням
  - Морфози
  - Адаптаційні модифікації
  - Фенокопії
- За характером
  - Морфологічні зміни
  - Зміни забарвлення
  - Гомеостаз

## Порівняльна характеристика спадкової та неспадкової мінливості
| Властивість          | Неспадкова (модифікаційна)                            | Спадкова                                                            |
| -------------------- | ----------------------------------------------------- | ------------------------------------------------------------------- |
| Об'єкт змін          | Фенотип у межах норми реакції                         | Генотип                                                             |
| Фактор виникнення    | Зміни умов довкілля                                   | Рекомбінація генів внаслідок злиття гамет, кросинговеру та мутацій  |
| Успадковування ознак | Не успадковується (лише норма реакції)                | Успадковується тільки в статевих клітинах (гаметах)                 |
| Значення для особини | Адаптація до умов довкілля, підвищення життєздатності | Корисні зміни призводять до виживання, шкідливі — до загибелі       |
| Значення для виду    | Сприяє виживанню                                      | Призводить до появи нових популяцій, видів в результаті дивергенції |
| Роль в еволюції      | Адаптація організмів                                  | Матеріал до природного відбору                                      |
| Форма мінливості     | Групова                                               | Індивідуальна, комбінована                                          |
| Закономірність       | Статистична (варіаційний ряд)                         | Закон гомологічних рядів спадкової мінливості                       |

## Роль мінливості в еволюції

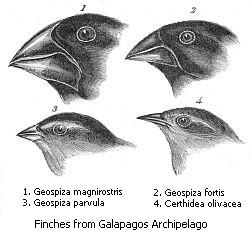
Мінливість дзьоба у Дарвінівських в'юрків з архіпелагу Галапагоських островів.

Фенотип конкретного організму є результатом взаємодії його генотипу з умовами зовнішнього середовища. Значна частина варіації у фенотипах популяції спричинена відмінністю між генотипами її особин. Синтетична теорія еволюції визначає еволюцію як зміну цієї генетичної варіації. Частота алелю в генофонді флуктує, в результаті чого цей алель стає більш або менш поширеним, порівняно з іншими формами цього гену. Еволюційні сили діють таким чином, що змінюють частоту алелів. Варіація зникає тоді, коли частота алелю досягає стаціонарного стану — алель або зовсім зникає з генофонду, або повністю замінює інші алелі цього гену.
Варіація виникає за рахунок мутацій генетичного матеріалу, міграцій між популяціями (потік генів) і перетасування генів, внаслідок статевого розмноження. Варіація також може виникати внаслідок обміну генами між представниками різних видів, наприклад через (горизонтальне перенесення генів) в бактерій і гібридизації в рослин.Не зважаючи на постійну зміну частот алелів за рахунок цих процесів, більшість геномів є майже ідентичними в усіх особин одного виду.Однак, навіть порівняно малі зміни в генотипі можуть призвести до драматичних змін у фенотипі. Наприклад, геноми шимпанзе і людини відрізняються лише на 5 %.